# 華僑報

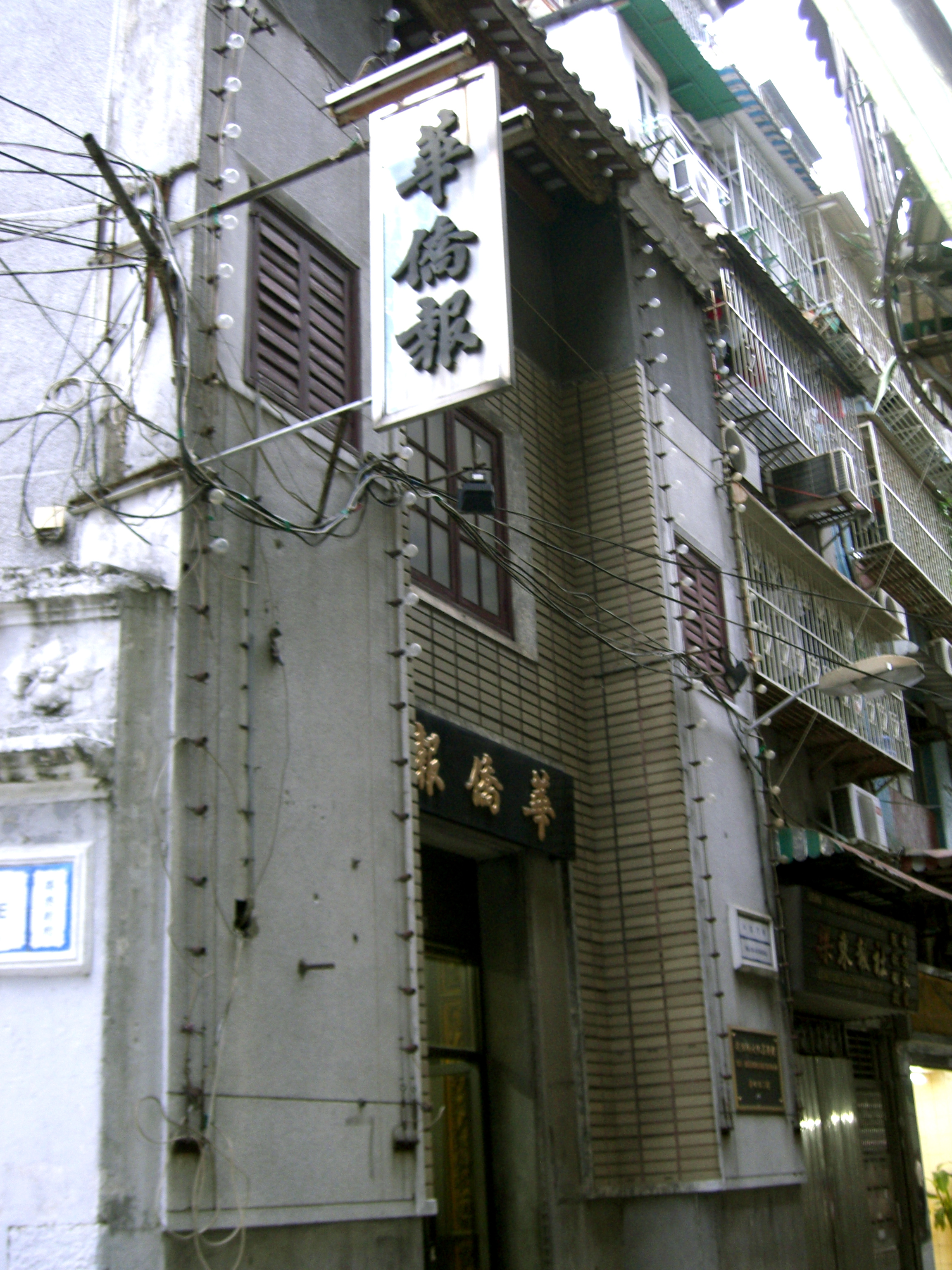
華僑報

華僑報（葡語：Jornal Va Kio）為澳門發行量第二大之日報。1937年11月20日由文化界人士趙斑斕、雷渭靈創刊。

## 沿革
早年隸屬香港《華僑日報》，由該報社長岑維休於1937年委員派趙斑斕到澳門創辦。當時正值抗日戰爭，創刊詞中提到「華僑之民族精神，其發揚程度，至為蓬建，同人等亦華僑一份子，竊願以華僑地位，繼前輦贊助革命之豐功，致力於文化事業，喚起海外僑胞、國內同胞，齊一步驟，向救國之途邁進，因名本報曰『華僑報』。」
該報當時率先使用電訊收報機及設立採訪部。1967年由趙斑斕全部收購該報股份，轉而獨資經營；1973年轉用柯式滾筒印刷機印刷，為澳門首家；1977年至1996年由斑斕之子趙汝能（為第七、八屆人大代表）接任社長一職。
現任社長鄭秀明（為趙汝能之妻，1996年9月至今起擔任）、總編輯梁智生（2002年前為鄧祖基、九十年代中之前為雷渭靈）、採訪主任余德漢、常務副採訪主任劉寶華、編輯主任馮建中、副總經理柳蘊雯，副刊編輯主任譚慶明；現出紙四張半至六張半，零售澳門幣三元；社址連印刷房在澳門紅窗門街69號（社址三樓為趙斑斕文化藝術館，於1983年11月30日開幕）。
報紙主要在澳門銷售，少量在香港或內地各大酒店售賣。該報約在2000年10月推出電子版，於每天清晨四點鐘更新，提供澳門新聞、評論與副刊供讀者瀏覽。另外2008年起進行歷年報紙掃瞄的電子化工作，至2017年完成並投入使用，此服務除付費會員外，還能透過澳門公共圖書館的部分分館查閱。

## 主辦活動

### 六一兒童節園遊會
1979年開始，於每年六一兒童節當周之星期天早上至中午在盧廉若公園舉行，為該報較大型活動。
入場券於之前通過該報「童真版」舉辦之填色遊戲抽籤所得（對象為12歲以下小童，共約1400名，前70名更可獲遊戲之獎金、獎品），小朋友與家長可憑券入場，活動內容有各大中學與少量社團組織之有獎攤位遊戲，贊助商送出之小禮品；並有學校銀樂隊、花式表演與舞蹈助興；同場附送之特刊內有美食券、代幣券、雪糕券等。

## 外部連結
- 官方网站
- 華僑報的Facebook專頁